# Джаспер (округ, Иллинойс)
Джа́спер (англ. Jasper County) — округ в штате Иллинойс, США. По данным переписи 2010 года численность населения округа составила 9698 чел., по сравнению с переписью 2000 года оно уменьшилось на 4,1 %. Окружной центр округа Джаспер — город Ньютон.

## История
Округ Джаспер сформирован из округов Клей и Крофорд в 1831 году. Назван в честь сержанта Уильяма Джаспера, героя Войны за независимость, отличившегося в 1776 году в ходе обороны форта Моултри в Южной Каролине.

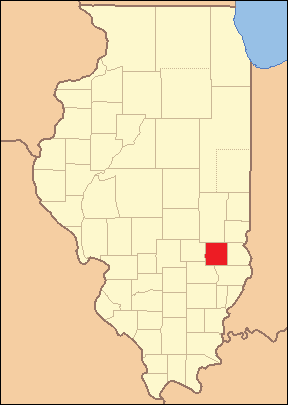
Территория округа с 1831 года и по сей день

## География
Общая площадь округа — 1290,1 км² (498,12 миль²), из которых 1280,8 км² (494,51 миль²) или 99,28 % суши и 9,3 км² (3,61 миль²) или 0,72 % водной поверхности.

### Климат
Округ находится в переходной зоне между влажным климатом континентального типа и влажным субтропическим климатом. Температура варьируется в среднем от минимальных −8 °C в январе до максимальных 29 °C в июле. Рекордно низкая температура была зафиксирована в январе 1994 года и составила −33 °C, а рекордно высокая температура была зарегистрирована в июле 1954 года и составила 44 °C. Среднемесячное количество осадков — от 60 мм в январе до 112 мм в мае.

### Соседние округа
Округ Джаспер граничит с округами:
- Камберленд — на севере
- Кларк — на северо-востоке
- Крофорд — на востоке
- Ричленд — на юге
- Клей — на юго-западе
- Эффингхем — на западе

## Населённые пункты
| Населённый пункт | Статус                | Год основания | Площадь  | Население (2010) |
| ---------------- | --------------------- | ------------- | -------- | ---------------- |
| Хидалго          | деревня               |               | 0,88 км² | 106 чел.         |
| Йель             | деревня               |               | 1,5 км²  | 86 чел.          |
| Ньютон           | город, окружной центр | 1835          | 4,8 км²  | 2849 чел.        |
| Роз-Хилл         | деревня               |               | 1,6 км²  | 80 чел.          |
| Сент-Мэри        | деревня               | 1837          | 2,9 км²  | 244 чел.         |
| Уилер            | деревня               |               | 1,5 км²  | 147 чел.         |
| Уиллоу-Хилл      | деревня               |               | 2,7 км²  | 230 чел.         |

## Демография
По данным переписи населения 2000 года, численность населения в округе составила 10 117 человек, насчитывалось 3930 домовладений и 2849 семей. Средняя плотность населения была 8 чел./км².
Распределение населения по расовому признаку:
- белые — 99,15 %
  - немецкого происхождения — 49,2 %
  - английского происхождения — 9,7 %
  - ирландского происхождения — 6,5 %
- афроамериканцы — 0,08 %
- коренные американцы — 0,07 %
- азиаты — 0,19 %
- латиноамериканцы — 0,47 % и др.

Из 3930 домовладений в 32,9 % были дети в возрасте до 18 лет, проживающие вместе с родителями, в 62,3 % — супружеские пары, живущие вместе, в 7,0 % — матери-одиночки, а 27,5 % не имели семьи. 24,7 % всех домовладений состояли из отдельных лиц и в 13,2 % из них проживали одинокие люди в возрасте 65 лет и старше. Средний размер домовладения 2,55 человек, а средний размер семьи — 3,06.
Распределение населения по возрасту:
- до 18 лет — 25,9 %
- от 18 до 24 лет — 8,6 %
- от 25 до 44 лет — 26,5 %
- от 45 до 64 лет — 22,6 %
- от 65 лет — 16,5 %

Средний возраст составил 38 лет. На каждые 100 женщин приходилось 97,6 мужчин. На каждые 100 женщин возрастом 18 лет и старше приходились 95,3 мужчин.
Средний доход на домовладение — $ 34 721, на семью — $ 43 547. Средний доход мужчин — $ 30 131, женщин — $ 17 646. Доход на душу населения в округе — $ 16 649. Около 8,5 % семей и 9,9 % населения находились ниже черты бедности, из них 15,4 % лица моложе 18 лет и 10,1 % в возрасте 65 лет и старше.